# 锡默河谷埃伦巴赫
锡默河谷埃伦巴赫（德语：Erlenbach im Simmental）是瑞士的城鎮，位於該國中西部，由伯恩州負責管轄，面積36.72平方公里，一半土地是農業用地，海拔高度700米，2011年人口1,689，人口密度每平方公里46人。

## 外部連結
- Official website